# タナー・ライスナー
タナー・ライスナー (Tanner Leissner, 1995年9月17日 - ) は、アメリカ合衆国出身のバスケットボール選手。ポジションはパワーフォワード。

## 大学での経歴
ライスナーはニューハンプシャー大学で4年間スターターを務めた。1年次、彼は1試合あたり12.3得点と7.2リバウンドを記録し、アメリカ・イースト・カンファレンスのルーキーオブザイヤーとオールカンファレンスのセカンドチームに選ばれた。彼はチームの得点王となり、2年次には1試合あたり15.9得点、7.3リバウンドを記録、チーム2番目のリバウンダーとなり、オールアメリカイーストのファーストチームに選ばれた。3年次には平均17.1得点、6.9リバウンドを記録し、2017年アメリカ東部男子バスケットボールトーナメントでのニューハンプシャーの準決勝に貢献、オールカンファレンスのファーストチームに再び選ばれた。4年次には1試合あたり18.7得点、平均6.9リバウンドを記録し、4年連続でニューハンプシャー大学をリードした。 彼は3シーズン連続でオールアメリカイーストのファーストチームに選ばれ、UNHアスリート・オブ・ザ・イヤーを受賞した。 ライスナーは得点（1,962）、フリースロー試投数（675）と成功数（521）、出場時間（4,095）で同大学の歴代トップ、また121試合で862リバウンドを記録し歴代3位となった。

## プロ経歴

### エーインゲン・アースプリング
ライスナーはドイツ2部のProAに所属するエーインゲン・アースプリングと契約し、プロとしてのキャリアをスタートさせた。 彼は33試合（先発32試合）で16.3得点、5.4リバウンドでProAでのシーズンを終えた。

### ハポエル・ベエルシェバ
ProAのシーズン終了後、ライスナーは2019年4月28日にイスラエルバスケットボールプレミアリーグに所属するハポエル・ベエルシェバBCと契約した。7試合に出場し、平均9.0得点、3.4リバウンド、2.4アシストを記録した。

### MHPリーゼン・ルートヴィヒスブルク
2019年8月2日にバスケットボール・ブンデスリーガ（BBL）のMHPリーゼン・ルートヴィヒスブルクと契約、ドイツに戻った。ブンデスリーガでは1試合平均10.2得点、4.1リバウンドを記録した。

### アフィヨン・ベレディイェ
2020年8月1日、彼はトルコのバスケットボール・スーパー・リーグのアフィヨン・ベレディエと契約した。

### リータス・ビルニュス
2021年8月3日、リトアニア・バスケットボール・リーグのリータス・ビルニュスと契約した。

### EWEバスケッツ・オルデンブルク
2022年7月14日、ドイツ、ブンデスリーガのEWEバスケッツ・オルデンブルクと契約した。

### 秋田ノーザンハピネッツ
2023年12月1日、ライスナーは秋田ノーザンハピネッツに加入した。2024年3月31日の渋谷戦にて負傷し、脳震盪と診断を受ける。4月9日、チームとの契約解除が発表された。チームの公式リリースではBリーグの規約上、リーグ登録最終日以降はインジュアリーリストに登録できない為、ライスナーとの契約を解除し、アンジェロ・チョルを選手登録する為に苦渋の決断であったとのコメントが掲載されている。契約解除後もライスナーはチームに帯同した。
5月14日、ライスナーは再び秋田と契約した。

## 参照
1. ↑  Hyman, Jake (2015年11月10日). “2015-16 America East Preview: Breaking Down The Contenders”. MidMajorMadness.com. 2020年1月5日閲覧。
2. ↑  Belden, Bret (2016年11月10日). “Hoops is here Men’s, women’s teams hold media day: MEN’S BASKETBALL”. The New Hampshire. 2020年1月5日閲覧。
3. ↑  Zhe, Mike (2017年11月8日). “BASKETBALL IS BACK: UNH to lean on deep, veteran frontcourt”. SeacoastOnline.com. 2020年1月5日閲覧。
4. ↑  “Sports shorts: UNH’s Leissner earns America East honors”. SeacoastOnline.com (2018年3月2日). 2020年1月5日閲覧。
5. ↑  “Men's Basketball Media Center- Individual Career Records”. UNHWildcats.com. 2020年1月5日閲覧。
6. ↑  Rodriguez, Miguel (2019年5月31日). “Twelve players to follow from the German ProA” (Spanish). ZonaDeBasquet.com. 2019年10月19日閲覧。
7. ↑  Kushnir, Carmel (2019年4月28日). “With the buzzer: Tanner Liesner signed in Beer Sheva / Bnei Shimon” (Hebrew). MyNetBeerSheva.co.il. 2019年10月19日閲覧。
8. ↑  Terrasi Borghesan, Ennio (2019年8月2日). “Ludwigsburg inks Tanner Leissner”. Sportando.   NanoPress. 2019年10月19日閲覧。
9. 1 2  “Tanner Leissner (ex Ludwigsburg) joins Afyon” (英語).   Eurobasket (2020年8月1日). 2020年8月1日閲覧。
10. ↑  “Tanner Leissner joins Rytas Vilnius” (英語).   Sportando (2021年8月3日). 2021年8月3日閲覧。
11. ↑  “EWE Baskets verpflichten Litauischen Meister” (ドイツ語). EWE Baskets verpflichten Litauischen Meister. 2022年7月14日閲覧。
12. ↑  “【新入団】タナー・ライスナー選手 契約合意のお知らせ”.   秋田ノーザンハピネッツ (2023年12月1日). 2023年12月1日閲覧。
13. ↑  “【タナ―・ライスナー選手】負傷に関するご報告”.   秋田ノーザンハピネッツ公式サイト. 2024年4月6日閲覧。
14. 1 2  “選手契約解除のご報告”.   秋田ノーザンハピネッツ公式サイト. 2024年4月9日閲覧。
15. ↑  “アンジェロ・チョル選手 インジュアリーリスト抹消のお知らせ”.   秋田ノーザンハピネッツ公式サイト. 2024年4月9日閲覧。
16. ↑  “【継続】タナー・ライスナー選手契約合意のお知らせ”.   秋田ノーザンハピネッツ (2024年5月14日). 2024年5月14日閲覧。